# ヴィクトル・レーマンス
ヴィクトル・レーマンス（Victor Leemans, 1901年7月21日 - 1971年3月3日）は、ベルギーの社会学者、政治家。1930年代には急進的なフラマン語擁護運動を展開した。レーマンスは過激組織 Verdinaso に参加しており、一部では保守革命と呼ばれる歴史的事象のフランデレンにおける擁護者という見方がなされている。
レーマンスはパリの高等社会研究学院から博士号を授与されており、ルーヴェン・カトリック大学で教鞭をとっていたこともある。ドイツによる占領期には経済省の次官を務めていたが、このことは戦後に戦争犯罪として非難されることになる。しかし1947年には無罪であると判断され、その後のキリスト教人民党で政治家として活動することに対する障壁がなくなった。1949年にはアントウェルペン州の上院議員となり、1965年から1966年にかけては欧州議会議長を務めた。